# Рязанцев, Юрий Сергеевич
Юрий Сергеевич Рязанцев (Yu. S. Ryazantsev) (род. 10 ноября 1932) — советский учёный, доктор физико-математических наук, лауреат премии им. С. А. Чаплыгина (1991).

## Биография
Окончил физический факультет МГУ (1955).
В 1979—1992 зав. лабораторией химической гидродинамики ИПМ АН СССР.
С 1992 г. профессор факультета аэронавтики Мадридского политехнического университета.
Кандидатская диссертация (1962) — «Некоторые вопросы теории вибрационного горения».
Докторская диссертация (1974) — «Исследования по теории тепломассообмена движущейся реагирующей частицы со средой и горению».
Доктор физико-математических наук, профессор, член Международной академии астронавтики (1984).
Лауреат премии им. С. А. Чаплыгина (1991).

## Публикации
- Массотеплообмен реагирующих частиц с потоком. / Юрий Павлович Гупало, А. Д. Полянин, Ю. С. Рязанцев. М.: Наука, физатлит, 1985. — 335 с.
- Конвекция в жидкости и эксперименты в условиях микрогравитации / Ю. С. Рязанцев. — М. : ИПМ, 1990. — 35 с. — (Препр. Ин-т пробл. механики АН СССР; N 480).
- Отчет о командировке в США [для участия в работе 27 конгресса Межд. астронавтической федерации. Анахайм. 10-16 октября 1976 г.] / АН СССР. ВИНИТИ. — Москва : [б. и.], 1978. — 10 с.
- Математическое моделирование горения твердых топлив в псевдоожиженном слое при атмосферном давлении / Ю. А. Сергеев, Ю. С. Рязанцев. — М. : ИПМ, 1990. — 40 с. — (Препр. Ин-т пробл. механики АН СССР; N 448).
- Массотеплообмен реагирующих частиц с потоком / Ю. П. Гупало, А. Д. Полянин, Ю. С. Рязанцев. — М. : Наука, 1985. — 336 с.
- Массообмен капли (пузыря) с ламинарным потоком жидкости при больших числах Пекле : (Асимптот. анализ) / Ю. П. Гупало, А. Д. Полянин, Ю. С. Рязанцев. — Москва : ИПМ, 1979. — 60 с. — (Препринт / Ин-т проблем механики АН СССР; № 120).